# Лариса Круглова
Лариса Николијевна Круглова (рус. Лариса Николаевна Круглова; Калуга, 27. октобар 1972) је бивша руска атлетска, репрезентативка и освајачица медаља на олимпијским играма и светском и европском првенству. Такмичила се у спринтерским дисциплинама, а у репрезентацији је поред појединачног такмичења била и члан штафете 4 х 100 м. Тренер јој је био П. В. Савенков.
После добрих резултата на Првенству Русије у дворани, постаје репрезентативка и први пут учествује на Светском првенству у дворани 2001. у Лисабону у дисциплини трчања на 60 метара. Испала је у полуфиналу (7,33).
Следеће године постала је првакиња Русије у дворани, а затим је освојила прву међународну медаљу. Најпре је на Европском првенству у дворани у Бечу била шеста и финалу трке на 60 м (7,25), а затим на отвореним у Минхену са штафетом 4 х 100 m осваја бронзану медаљу (43,11 сек) Штафета је трчаја у саставу Наталија Игнатова, Јулија Табакова, Ирина Хабарова, Лариса Круглова. У појединачном такмичењу испала је у предтакмичењу.
На Светском првенству 2003. у Паризу. У трци штафета 4 х 100 м, штафета Русије у саставу: Олга Фјодорова, Јулија Табакова, Марина Кислова и Лариса Круглова је резултатом 42,66 освојила бронзану медаљу.
Највећи успех у каријери постигла је освајањем сребрне медаље на Олимпијским играма у Атини. Медаљу је освојила са штафетом 4 х 100 м у саставу: Лариса Круглова, Ирина Кабарова, Јулија Табакова и Олга Фјодорова са 42,27.
Учествовала је и појединачно у трци на 100 м, где је завршила у четвртфиналу са (11,36).

## Лични рекорди
на отвореном
- 100 м — 11,20 (1,0), Тула, 15. јул 2006.
- 200 м — 22,84 (0,7), Тула, 31. јул 2004.

у дворани
- 60 м — 7,12, Самара, 2. фебруар 2006.
- 200 м — 23,58, Москва, 2. април 2001.
- 300 м — 38,86, Москва, 6. јануар 1999.